# کلوتار سوم

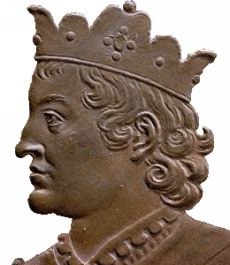
چهره کلوتار سوم بر یک نشان برنزی

کلوتار سوم (زاده ۶۵۲، درگذشت ۶۷۳) بزرگ‌ترین پسر کلوویس دوم پادشاه مروونژی نوستریا و بورگوندی بود. با مرگ پدر او به پادشاهی رسید ولی برای کم سال بودنش مادرش شهبانو باتهیلد نیابت پادشاهی را داشت. ولی راستی این بود که ابروئین شهردار کاخ بر دستگاه پادشاهی چیرگی داشت. کلوتار سوم چندی میان سال‌های ۶۶۱ تا ۶۶۲ شهریار همه فرانک‌ها شد. پس از مرگش برادرش تئودریک سوم به جانشینی او رسید.